# Sărituri în apă la Jocurile Olimpice de vară din 2020 - 10 metri platformă sincron (masculin)
Proba masculină de sărituri în apă - 10 metri platformă sincron de la Jocurile Olimpice de vară din 2020 de la Tokyo a avut loc în 26 iulie 2021, la Tokyo Aquatics Centre.

## Program
Orele sunt ora Japoniei (UTC+9) 
| Data                | Timp  | Etapă  |
| ------------------- | ----- | ------ |
| Luni, 26 iulie 2021 | 15:00 | Finala |

## Rezultate
| Loc | Sportivi                               | Țară           | Finala | Finala | Finala | Finala | Finala | Finala | Finala |
| Loc | Sportivi                               | Țară           | 1      | 2      | 3      | 4      | 5      | 6      | Total  |
| --- | -------------------------------------- | -------------- | ------ | ------ | ------ | ------ | ------ | ------ | ------ |
| 1   | Tom Daley Matty Lee                    | Marea Britanie | 52,80  | 54,60  | 79,68  | 93,96  | 89,76  | 101,01 | 471,81 |
| 2   | Cao Yuan Chen Aisen                    | China          | 54,00  | 57,60  | 90,78  | 73,44  | 93,24  | 101,52 | 470,58 |
| 3   | Aleksandr Bondar Viktor Minibaev       | COR            | 52,80  | 51,60  | 78,54  | 89,64  | 77,70  | 89,64  | 439,92 |
| 4   | Diego Balleza Kevin Berlin Reyes       | Mexic          | 50,40  | 50,40  | 76,80  | 75,48  | 72,15  | 82,08  | 407,31 |
| 5   | Vincent Riendeau Nathan Zsombor-Murray | Canada         | 52,20  | 52,80  | 74,88  | 79,20  | 65,28  | 80,64  | 405,00 |
| 6   | Oleh Serbin Oleksiy Sereda             | Ucraina        | 47,40  | 49,20  | 80,64  | 79,20  | 72,00  | 72,00  | 400,44 |
| 7   | Kim Yeong-nam Woo Ha-ram               | Coreea de Sud  | 48,60  | 42,60  | 73,92  | 73,44  | 82,08  | 75,48  | 396,12 |
| 8   | Hiroki Ito Kazuki Murakami             | Japonia        | 51,00  | 52,20  | 72,00  | 65,70  | 59,40  | 76,80  | 377,10 |